# Jaan Kross
Jaan Kross  (Tallinn, 1920. február 19. – 2007. december 27.) észt író és költő, többszörös Nobel-díj-jelölt.

## Életútja és pályája
1920-ban született Tallinnban. Jogi tanulmányainak befejeztével a Tartui Egyetem jogi karán tanított. 1944-ben a németek tartóztatták le, 1946-ban a szovjetek, ezt követően nyolc év gulag következett. 1954-ben tért vissza Észtországba, akkortól kezdett el hivatásszerűen írni és akkortól kezdve irodalmi munkásságából élt meg.
Neve mind hazájában, mind annak határain túl költőként vált ismertté. Az 1930-as évek végén kezdett publikálni, azóta számos verseskötete látott napvilágot. Jó néhány verse magyarul is megjelent. Pályáját műfordítóként kezdte, később kezdett el novellákat és történelmi regényeket írni. Művei nagy részében megjelennek azok az élmények, melyeket maga élt át a fasiszták és a kommunisták szorongató időszakában. Első híresebb munkája, A cár őrültje azok dilemmáját boncolgatja, akik rossz szándékú hatalomnak kénytelenek engedelmeskedni. Noha a cári Oroszországban játszódik a történet, nyilvánvalóan a Szovjetunió életének allegóriájaként értelmezhető. Prózaírói munkássága a hatvanas évek végén vett nagyobb lendületet, mellyel szinte berobbant az észt próza élvonalába. Jórészt történelmi tárgyú prózai műveiben a kiemelkedő egyéniség és a közösség konfliktusaival és kapcsolataival, valamint az ezekből eredő etikai problémákkal foglalkozik a mai ember szemszögéből s a jelenre is érvényes következtetésekkel. Első történelmi tárgyú prózája, a Négy monológ Szent György ürügyén, A bálvány című kisregény-antológiában 1973-ban jelent meg magyarul, majd néhány évvel később önálló kötetben látott napvilágot. 2007-ben, életének 87. esztendejében hunyt el az egyik legismertebb észt költő és író.

## Kitüntetései
- 1977-ben észt Állami-díjat kapott.
- 1985-ben az Észt SzSzK Nemzeti Írója lett.
- Több egyetem díszdoktora, és seregnyi – köztük több külföldi – kitüntetés birtokosa.
- 1990-ben az Amnesty International nemzetközi jogvédő szervezet Arany Láng-díját nyerte el.
- Többször jelölték Nobel díjra is, de ezt végül nem kaphatta meg.

## Kortársai
Paul-Erik Rummo, Enn Vetemaa, Arvo Valton, Jaan Kaplinski   

## Jaan Krossról mondták
- Észtország elnöke, Thomas Hendrik Ilves, Krosst az észt nyelv és kultúra megőrzőjének nevezte.
- A kormány is nagyra becsülte őt, hiszen temetése napján az egész ország nemzeti lobogóval volt díszítve.

## Magyarul megjelent művei
- Az észt irodalom kistükre. Antológia; vál., bev., ism. Jaan Kross, ford. Bán Aladár et al.; Európa, Bp., 1969
- Négy monológ Szent György ürügyén (Magyar Helikon–Európa, 1977, ford. Rab Zsuzsa) ISBN 9632074114
- Menny-kő (Magvető, 1978, ford. Elbert János) ISBN 9632707524
- A cár örültje (Európa–Madách, 1983, ford. Bereczki Gábor) ISBN 9630731061
- A marcipánmester (Móra, 1983, ford. Kucsera Judit) ISBN 9631132153
- Martens professzor elutazása (Európa, 1989, ford. Bereczki Gábor) ISBN 9630748053
- A hamutartó és más elbeszélések (Széphalom, 2003, vál., ford. Jávorszky Béla)

## Néhány műve röviden
- Menny-kő című kisregényében két ember találkozik, de nem talál egymásra. Hogy kinek van igaza, azt az olvasónak kell eldöntenie, miután végighallgatott három monológot: a gőgösen büszke, de nagyon félszeg Petersohnét, a rendkívül hiú és bogaras öreg Masingét, és Masing ifjú feleségéét, aki Putifárné szeretne lenni ebben a különös históriában. Vajon kinek lett igaza?
- Négy monológ Szent György ürügyén: Jaan Kross kisregénye Michael Sittow, a világhírű tizenötödik-tizenhatodik századi tallinni (revali) születésű festőművész első hazatéréséről és otthoni visszás fogadtatásáról ad képet. A németalföldi iskolázottságú Sittow hazatértekor – 1506-ban – már híres művésznek számított külföldön. Évekig dolgozott Izabella spanyol királyné, Szép Fülöp, majd V. Károly udvari festőjeként. Ragyogó koloritú portréit és Madonnáit a világ leghíresebb múzeumai őrzik. A Budapesti Szépművészeti Múzeumban is van egy Madonnája.

Kross, hasonlóan többi történelmi tárgyú kisregényéhez, ebben a művében is drámai helyzetek és drámát ihlető egyéniségek találkozását mutatja meg, mesteri módon keltve életre a régi kor hangulatát; a múlt idők eseményeiről szólva, korunkról is szól, rólunk is beszél.
- Martens professzor elutazása: hőse, Friedrich Martens titkos tanácsos úr, a pétervári egyetem professzora és a hágai nemzetközi bíróság állandó tagja. Élete utolsó napján, 1909 júniusának egyik verőfényes vasárnapján Pärnuból – Valgán át – Pétervárra utazik, és útközben átgondolja egész életét, mintegy leltárt készít pályafutásáról, sikereiről és kudarcairól, az élete során elkövetett jó és rossz cselekedetekről, és mire a vonat Valga város pályaudvarára érkezik, Martens professzor is elkészül a "számvetéssel", és nagy költőnkkel, József Attilával együtt elmondhatja:”…immár kész a leltár. Éltem, és ebbe más is belehalt már."